# Юссі Ялас
Юссі Ялас (фін. Jussi Jalas справжнє ім'я Армас Юссі Вейкко Блумстедт фін. Armas Jussi Veikko Blomstedt; 23 червня 1908, Ювяскюля, Велике князівство Фінляндське, Російська імперія — 11 жовтня 1985, Гельсінкі, Фінляндія) — фінський диригент, піаніст і педагог.

## Життєпис
Народився в сім'ї архітектора Юрйо Блумстедта (фін. Yrjö Blomstedt 1871—1912).
У 1923—1930 навчався музиці в Академії імені Сібеліуса, продовживши свою освіту в 1933—1934 роках у Парижі у Володимира Поля, П'єра Монте, Рене-Батона.
Повернувшись до Гельсінкі стає затребуваним піаністом і диригентом.
У 1930—1945 — диригент оркестру Фінської національного театру.
З 1943 почав виступати під псевдонімом. У 1958—1973 — головний диригент Фінської національної опери.
Багато гастролював за кордоном.
З 1945 викладав у своїй альма-матер, де в 1965 стає професором. Автор симфоній, фортепіанних творів і обробок народних фінських мелодій.
Був одружений з донькою Яна Сібеліуса Маргаретою.

## Нагороди
- 1954 — Pro Finlandia